# Эшнон
Эшно́н (фр. Échenon) — коммуна во Франции, находится в регионе Бургундия. Департамент коммуны — Кот-д’Ор. Входит в состав кантона Сен-Жан-де-Лон. Округ коммуны — Бон.
Код INSEE коммуны — 21239.

## Население
Население коммуны на 2010 год составляло 712 человек.
| 1962 | 1968 | 1975 | 1982 | 1990 | 1999 | 2010 |
| ---- | ---- | ---- | ---- | ---- | ---- | ---- |
| 541  | 531  | 700  | 717  | 707  | 650  | 712  |

## Экономика
В 2010 году среди 456 человек трудоспособного возраста (15—64 лет) 329 были экономически активными, 127 — неактивными (показатель активности — 72,1 %, в 1999 году было 70,4 %). Из 329 активных жителей работали 304 человека (177 мужчин и 127 женщин), безработных было 25 (9 мужчин и 16 женщин). Среди 127 неактивных 27 человек были учениками или студентами, 57 — пенсионерами, 43 были неактивными по другим причинам.